# Hôtel Les Rives
Das Herrenhaus Hôtel Les Rives in der 54 Rue Aristide-Briand (D658) in Falaise, einer französischen Gemeinde im Département Calvados in der Region Normandie, wurde im 18. Jahrhundert errichtet. Das Gebäude steht mit seinem Inneren seit 1967 als Monument historique auf der Liste der Baudenkmäler in Frankreich.
Der Denkmalschutz bezieht sich auf Fassade und Dach.

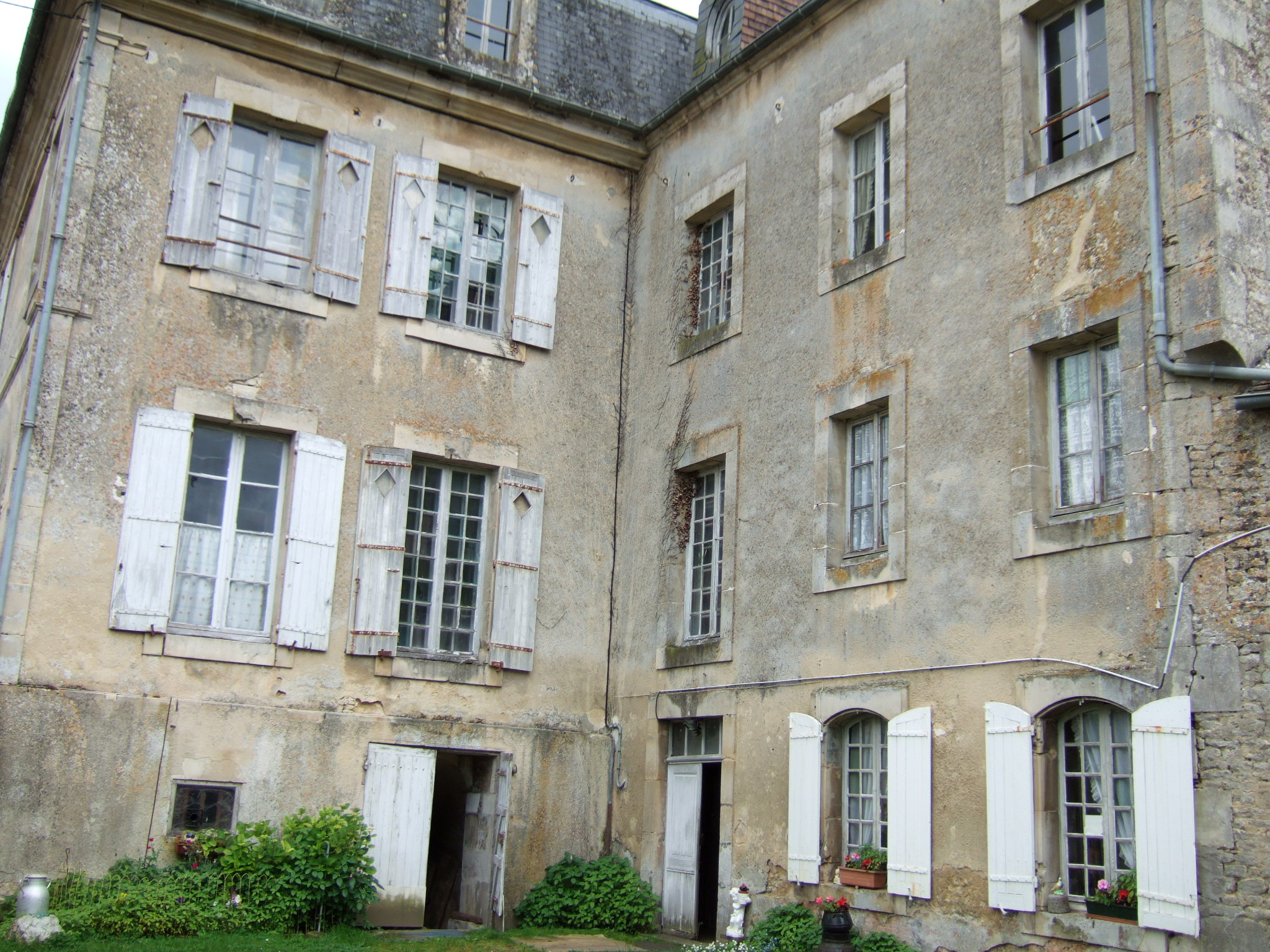
Nordwestfassade

Die Scheune auf dem ca. 9000 Quadratmeter großen Grundstück liegt auf einer L-förmigen Grundfläche. In der Nähe der Scheune befand sich ein Schweinestall und ein Taubenschlag. Auf der Hofanlage befindet sich ein weiteres Steinhaus Die Hofanlage mit geschlossenem Innenhof ist für die Gegend im 17. und 18. Jahrhundert typisch. 1776 bestand noch ein Park und ein Garten.